# Atelopus
Atelopus je početný rod ropuch původem ze Střední a Jižní Ameriky, přičemž nejsevernějším místem jeho výskytu je Kostarika, nejjižnějším Bolívie. Druhy z rodu Atelopus jsou malé, zpravidla pestrobarevné a aktivní ve dne; většina z nich se vyskytuje v tocích středního až vysokého sklonu. Rod byl silně zasažen úbytkem obojživelníků; mnoho druhů je nyní považováno za ohrožené, některé již vyhynuly. Téměř 40 % popsaných druhů rodu Atelopus je považováno za pravděpodobně vyhynulé; při započítání druhů s nekompletními daty číslo vzrůstá na 45 %; s velkou pravděpodobností bude procento ještě vyšší, budou-li brány v potaz potenciálně již vyhynulé, dosud nepopsané druhy a druhy kriticky ohrožené, které vyhynuly mezi posledním a nadcházejícím pozorováním, nebo pravděpodobně vyhynou v budoucnu. Navzdory tomu, že je rod ohrožen ztrátou přirozeného prostředí, znečištěním a nepůvodními druhy, na úbytku populace má zřejmě primární podíl chytridiomyceta Batrachochytrium dendrobatidis. Například v Ekvádoru je evidováno 32 druhů rodu Atelopus, z čehož 6 je dosud nepopsaných. Jeden z nich postrádá patřičné údaje (jeho status ohrožení je neznámý), dva jsou ohrožené a ostatní jsou kriticky ohrožené. Téměř polovina ekvádorských druhů byla naposledy pozorována před deseti a více lety, a tudíž je pravděpodobně vyhynulá. Některé druhy jsou konzervacionisty chovány v zajetí pro případ jejich vyhynutí ve volné přírodě. Množství druhů bylo však znovu objeveno několik desetiletí po svém posledním zpozorování, mezi takové patří např. A. arsyecue, A. mindoensis, A. bomolochos, A. ignescens, A. balios, A. longirostris, A. subornatus a A. varius.
Nové druhy rodu Atelopus jsou objevovány s určitou pravidelností a v posledním desetiletí jich bylo popsáno velké množství. Mimo jiné byl v roce 2007 vědci Paulem Ouboterem a Janem Molem při průzkumu surinamské náhorní plošiny Nassau objeven nový poddruh, který si vysloužil lidový název „fialová fluorescenční žába“. Vůdkyně expedice Leeanne Alonso z organizace Conservation International uvedla, že tato žába může být ohrožena nezákonnou těžbou zlata. Popsána byla jako nový poddruh druhu Atelopus hoogmoedi (jež je sám některými považován za poddruh druhu A. spumarius) a v roce 2012 pojmenována A. h. nassaui. V roce 2020 byly popsány dva nové druhy: A. manauensis a A. moropukaqumir, které jsou oba zásadně ohroženy chytridiomycetou a likvidací přirozeného prostředí. V roce 2021 byl popsán jeden nový druh, A. frontizero.

## Druhy
| České jméno                | Latinské jméno                                                                                               | Stupeň ohrožení                                             |
| -------------------------- | --- | ----------------------------------------------------------- |
| Atelopus andský            | Atelopus andinus Rivero, 1968                                                                                | Ohrožený                                                    |
|                            | Atelopus angelito Ardila-Robayo a Ruiz-Carranza, 1998                                                        | Kriticky ohrožený (pravděpodobně vyhynulý)                  |
|                            | Atelopus ardila Coloma, Duellman, Almendariz, Ron, Teran-Valdez a Guayasamin, 2010                           | Kriticky ohrožený (pravděpodobně vyhynulý)                  |
|                            | Atelopus arsyecue Rueda-Almonacid, 1994                                                                      | Kriticky ohrožený                                           |
| Atelopus Arthurův          | Atelopus arthuri Peters, 1973                                                                                | Kriticky ohrožený                                           |
| Atelopus skvrnitý          | Atelopus balios Peters, 1973                                                                                 | Kriticky ohrožený                                           |
|                            | Atelopus barbotini Lescure, 1981                                                                             |                                                             |
| Atelopus drsnoboký         | Atelopus bomolochos Peters, 1973                                                                             | Kriticky ohrožený                                           |
| Atelopus Boulengerův       | Atelopus boulengeri Peracca, 1904                                                                            | Kriticky ohrožený                                           |
| Atelopus carautský         | Atelopus carauta Ruiz-Carranza & Hernández-Camacho, 1978                                                     | Chybí údaje                                                 |
| Atelopus carbonerský       | Atelopus carbonerensis Rivero, 1974                                                                          | Kriticky ohrožený (pravděpodobně vyhynulý)                  |
| Atelopus hladký            | Atelopus carrikeri Ruthven, 1916                                                                             | Ohrožený                                                    |
| Atelopus darienský         | Atelopus certus Barbour, 1923                                                                                | Kriticky ohrožený                                           |
| Atelopus kostarický        | †Atelopus chiriquiensis Shreve, 1936                                                                         | Vyhynulý                                                    |
|                            | Atelopus chirripoensis Savage a Bolaños, 2009                                                                | Chybí údaje                                                 |
|                            | Atelopus chocoensis Lötters, 1992                                                                            | Kriticky ohrožený (pravděpodobně vyhynulý)                  |
|                            | Atelopus chrysocorallus La Marca, 1996                                                                       | Kriticky ohrožený                                           |
| Atelopus zelený            | Atelopus coynei Miyata, 1980                                                                                 | Kriticky ohrožený                                           |
| Atelopus venezuelský       | Atelopus cruciger (Lichtenstein & Martens, 1856)                                                             | Kriticky ohrožený                                           |
|                            | Atelopus dimorphus Lötters, 2003                                                                             | Chybí údaje                                                 |
| Atelopus ebenový           | Atelopus ebenoides Rivero, 1963                                                                              | Kriticky ohrožený (pravděpodobně vyhynulý)                  |
| Atelopus ladný             | Atelopus elegans (Boulenger, 1882)                                                                           | Ohrožený                                                    |
|                            | Atelopus epikeisthos Lötters, Schulte & Duellman, 2005                                                       | Ohrožený                                                    |
| Atelopus červenonohý       | Atelopus erythropus Boulenger, 1903                                                                          | Kriticky ohrožený (pravděpodobně vyhynulý)                  |
| Atelopus Riverův           | Atelopus eusebianus Rivero & Granados-Díaz, 1993                                                             | Kriticky ohrožený (pravděpodobně vyhynulý)                  |
|                            | Atelopus eusebiodiazi Venegas, Catenazzi, Siu-Ting & Carrillo, 2008                                          | Kriticky ohrožený (pravděpodobně vyhynulý)                  |
|                            | Atelopus exiguus Boettger, 1892                                                                              | Ohrožený                                                    |
|                            | Atelopus famelicus Rivero & Morales, 1995                                                                    | Kriticky ohrožený                                           |
| Atelopus lesní             | Atelopus farci Lynch, 1993                                                                                   | Kriticky ohrožený (pravděpodobně vyhynulý)                  |
| Atelopus žlutavý           | Atelopus flavescens Duméril & Bibron, 1841                                                                   | Zranitelný                                                  |
| Atelopus Franciscův        | Atelopus franciscus Lescure, 1974                                                                            | Málo dotčený                                                |
|                            | Atelopus frontizero Veselý & Batista, 2021                                                                   |                                                             |
|                            | Atelopus galactogaster Rivero & Serna, 1993                                                                  | Chybí údaje                                                 |
|                            | Atelopus gigas Coloma, Duellman, Almendáriz, Ron, Terán-Valdez a Guayasamin, 2010                            | Kriticky ohrožený (pravděpodobně vyhynulý)                  |
| Atelopus žlutobřichý       | Atelopus glyphus Dunn, 1931                                                                                  | Kriticky ohrožený                                           |
|                            | Atelopus guanujo Coloma, 2002                                                                                | Kriticky ohrožený (pravděpodobně vyhynulý)                  |
|                            | Atelopus guitarraensis Osorno-Muñoz, Ardila-Robayo & Ruiz-Carranza, 2001                                     | Chybí údaje                                                 |
| Atelopus bradavčitý        | Atelopus halihelos Peters, 1973                                                                              | Kriticky ohrožený (pravděpodobně vyhynulý)                  |
|                            | Atelopus hoogmoedi Lescure, 1974                                                                             |                                                             |
| Atelopus plamínkový        | Atelopus ignescens (Cornalia, 1849)                                                                          | Kriticky ohrožený                                           |
|                            | Atelopus laetissimus Ruiz-Carranza, Ardila-Robayo & Hernández-Camacho, 1994                                  | Ohrožený                                                    |
|                            | Atelopus limosus Ibáñez, Jaramillo & Solís, 1995                                                             | Kriticky ohrožený                                           |
|                            | Atelopus loettersi De la Riva, Castroviejo-Fisher, Chaparro, Boistel a Padial, 2011                          | Téměř ohrožený                                              |
| Atelopus dlouhonohý        | Atelopus longibrachius Rivero, 1963                                                                          | Ohrožený                                                    |
| Atelopus dlouhonosý        | Atelopus longirostris Cope, 1868                                                                             | Vyhynulý, znovuobjevený                                     |
|                            | Atelopus lozanoi Osorno-Muñoz, Ardila-Robayo & Ruiz-Carranza, 2001                                           | Ohrožený                                                    |
| Atelopus Lynchův           | Atelopus lynchi Cannatella, 1981                                                                             | Kriticky ohrožený (pravděpodobně vyhynulý)                  |
|                            | Atelopus mandingues Osorno-Muñoz, Ardila-Robayo & Ruiz-Carranza, 2001                                        | Chybí údaje                                                 |
|                            | Atelopus manauensis Jorge, Ferrão & Lima, 2020                                                               |                                                             |
|                            | Atelopus marinkellei Cochran a Goin, 1970                                                                    | Ohrožený                                                    |
| Atelopus průsvitný         | Atelopus mindoensis Peters, 1973                                                                             | Kriticky ohrožený                                           |
| Atelopus malý              | Atelopus minutulus Ruiz-Carranza, Hernández-Camacho & Ardila-Robayo, 1988                                    | Kriticky ohrožený (pravděpodobně vyhynulý)                  |
|                            | Atelopus mittermeieri Acosta-Galvis, Rueda-Almonacid, Velásquez-Álvarez, Sánchez-Pacheco & Peña Prieto, 2006 | Ohrožený                                                    |
|                            | Atelopus monohernandezii Ardila-Robayo, Osorno-Muñoz & Ruiz-Carranza, 2002                                   | Kriticky ohrožený (pravděpodobně vyhynulý)                  |
|                            | Atelopus moropukaqumir Herrera-Alva, Díaz, Castillo, Rodolfo & Catenazzi, 2020                               |                                                             |
| Atelopus mucubajský        | Atelopus mucubajiensis Rivero, 1974                                                                          | Kriticky ohrožený                                           |
| Atelopus chingazský        | Atelopus muisca Rueda-Almonacid & Hoyos, 1992                                                                | Kriticky ohrožený                                           |
|                            | Atelopus nahumae Ruiz-Carranza, Ardila-Robayo & Hernández-Camacho, 1994                                      | Ohrožený                                                    |
|                            | Atelopus nanay Coloma, 2002                                                                                  | Kriticky ohrožený                                           |
|                            | Atelopus nepiozomus Peters, 1973                                                                             | Ohrožený                                                    |
| Atelopus Niceforův         | Atelopus nicefori Rivero, 1963                                                                               | Kriticky ohrožený (pravděpodobně vyhynulý)                  |
|                            | Atelopus nocturnus Bravo-Valencia a Rivera-Correa, 2011                                                      | Kriticky ohrožený                                           |
|                            | Atelopus onorei Coloma, Lötters, Duellman & Miranda-Leiva, 2007                                              | Kriticky ohrožený (pravděpodobně vyhynulý)                  |
|                            | Atelopus orcesi Coloma, Duellman, Almendáriz, Ron, Terán-Valdez & Guayasamin, 2010                           | Kriticky ohrožený (pravděpodobně vyhynulý)                  |
|                            | Atelopus oxapampae Lehr, Lötters a Lundberg, 2008                                                            | Ohrožený                                                    |
| Atelopus ostronosý         | Atelopus oxyrhynchus Boulenger, 1903                                                                         | Kriticky ohrožený (pravděpodobně vyhynulý)                  |
| Atelopus vysokohorský      | Atelopus pachydermus Schmidt, 1857                                                                           | Kriticky ohrožený (pravděpodobně vyhynulý)                  |
| Atelopus východoekvádorský | Atelopus palmatus Andersson, 1945                                                                            | Kriticky ohrožený                                           |
|                            | Atelopus pastuso Andersson, 1945                                                                             | Kriticky ohrožený (pravděpodobně vyhynulý)                  |
|                            | Atelopus patazensis Venegas, Catenazzi, Siu-Ting & Carrillo, 2008                                            | Kriticky ohrožený                                           |
| Atelopus kolumbijský       | Atelopus pedimarmoratus Rivero, 1963                                                                         | Kriticky ohrožený (pravděpodobně vyhynulý)                  |
| Atelopus peruánský         | Atelopus peruensis Gray a Cannatella, 1985                                                                   | Kriticky ohrožený (pravděpodobně vyhynulý)                  |
|                            | Atelopus petersi Coloma, Lötters, Duellman & Miranda-Leiva, 2007                                             | Kriticky ohrožený (pravděpodobně vyhynulý)                  |
|                            | Atelopus petriruizi Ardila-Robayo, 1999                                                                      | Kriticky ohrožený (pravděpodobně vyhynulý)                  |
| Atelopus zdobený           | Atelopus pictiventris Kattan, 1986                                                                           | Kriticky ohrožený (pravděpodobně vyhynulý)                  |
| Atelopus Pinangoův         | Atelopus pinangoi Rivero, 1982                                                                               | Kriticky ohrožený (pravděpodobně vyhynulý)                  |
| Atelopus ekvádorský        | Atelopus planispina Jiménez de la Espada, 1875                                                               | Kriticky ohrožený (pravděpodobně vyhynulý)                  |
|                            | Atelopus podocarpus Coloma, Duellman, Almendáriz, Ron, Terán-Valdez a Guayasamin, 2010                       | Kriticky ohrožený                                           |
|                            | Atelopus pulcher Boulenger, 1882                                                                             | Zranitelný                                                  |
|                            | Atelopus pyrodactylus Venegas & Barrio, 2006                                                                 | Kriticky ohrožený                                           |
|                            | Atelopus quimbaya Ruiz-Carranza & Osorno-Muñoz, 1994                                                         | Kriticky ohrožený (pravděpodobně vyhynulý)                  |
|                            | Atelopus reticulatus Lötters, Haas, Schick & Böhme, 2002                                                     | Chybí údaje                                                 |
| Atelopus Sanjoseův         | Atelopus sanjosei Rivero & Serna, 1989                                                                       | Kriticky ohrožený                                           |
| Atelopus moyobambský       | Atelopus seminiferus Cope, 1874                                                                              | Ohrožený                                                    |
| Atelopus Taylorův          | †Atelopus senex Taylor, 1952                                                                                 | Vyhynulý                                                    |
|                            | Atelopus sernai Ruiz-Carranza & Osorno-Muñoz, 1994                                                           | Kriticky ohrožený (pravděpodobně vyhynulý)                  |
|                            | Atelopus simulatus Ruiz-Carranza & Osorno-Muñoz, 1994                                                        | Kriticky ohrožený (pravděpodobně vyhynulý)                  |
|                            | Atelopus siranus Lötters & Henzl, 2000                                                                       | Chybí údaje                                                 |
|                            | Atelopus sonsonensis Vélez-Rodriguez & Ruiz-Carranza, 1997                                                   | Kriticky ohrožený (pravděpodobně vyhynulý)                  |
| Atelopus džunglový         | Atelopus sorianoi La Marca, 1983                                                                             | Kriticky ohrožený (pravděpodobně vyhynulý)                  |
| Atelopus amazonský         | Atelopus spumarius Cope, 1871                                                                                | Zranitelný                                                  |
| Atelopus štíhlý            | Atelopus spurrelli Boulenger, 1914                                                                           | Téměř ohrožený                                              |
| Atelopus ozdobný           | Atelopus subornatus Werner, 1899                                                                             | Kriticky ohrožený                                           |
| Atelopus západovenezuelský | Atelopus tamaensis La Marca, García-Pérez & Renjifo, 1990                                                    | Kriticky ohrožený                                           |
| Atelopus tříbarvý          | Atelopus tricolor Boulenger, 1902                                                                            | Kriticky ohrožený                                           |
| Atelopus proměnlivý        | Atelopus varius (Lichtenstein & Martens, 1856)                                                               | Kriticky ohrožený                                           |
| Atelopus Voglův            | †Atelopus vogli Müller, 1934                                                                                 | Vyhynulý                                                    |
| Atelopus Walkerův          | Atelopus walkeri Rivero, 1963                                                                                | Chybí údaje                                                 |
| Atelopus panamský          | Atelopus zeteki Dunn, 1933                                                                                   | Kriticky ohrožený (ve volné přírodě pravděpodobně vyhynulý) |
|                            | |                                                             |